# دانيال فون بارغن
دانيال فون بارغن (بالإنجليزية: Daniel von Bargen) (ولد 5 يونيو 1950 - توفي 1 مارس 2015) كان ممثلًا سينمائيًّا وتلفزونيًّا ومسرحيًّا أمريكيًّا. عُرف بأداءه لشخصية السيد كروغر في ساينفيلد، والقائد إدوين سبانجلر في مالكولم في الوسط، والرئيس جرادي في سوبر تروبرس.

## قائمة الأعمال

### الأفلام
- (1991) صمت الحملان[5][6]
- (1992) غريزة أساسية[7][8][9]
- (1993) الدرجات الست للانفصال
- (1993) روبوكوب 3[10][11]
- (1993) فيلادلفيا[12]
- (1996) أسهم مكسورة[13]
- (1997) أميستاد[14]
- (1997) ساعي البريد[15][16]
- (1998) دعوى مدنية[17]
- (1998) صحراء زرقاء
- (2000) الطفل[18][19]
- (2000) شافت[20]
- (2000) يا أخي، أين أنت؟[21][22][23]
- (2001) الملكي[24]
- (2001) سوبر تروبرس[25]
- (2002) سيم ون

## وصلات خارجية
- دانيال فون بارغن على موقع IMDb (الإنجليزية)
- دانيال فون بارغن على موقع ألو سيني (الفرنسية)
- دانيال فون بارغن على موقع ميوزك برينز (الإنجليزية)
- دانيال فون بارغن على موقع أول موفي (الإنجليزية)
- دانيال فون بارغن على موقع قاعدة بيانات برودواي على الإنترنت (الإنجليزية)
- دانيال فون بارغن على موقع قاعدة بيانات الأفلام السويدية (السويدية)
- دانيال فون بارغن على موقع إن إن دي بي (الإنجليزية)
- دانيال فون بارغن على موقع قاعدة بيانات الفيلم (الإنجليزية)
- دانيال فون بارغن على موقع كينوبويسك (الروسية)

- دانيال فون بارغن في قاعدة بيانات الأفلام على الإنترنت